# Leptoconops lucidus
Leptoconops lucidus är en tvåvingeart som beskrevs av Gutsevich 1964. Leptoconops lucidus ingår i släktet Leptoconops och familjen svidknott. Inga underarter finns listade i Catalogue of Life.